# Ulf Sterner

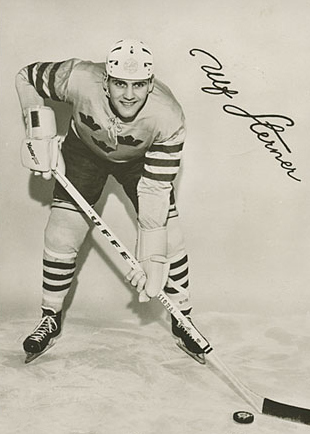
Ulf Sterner på signerad idolbild från början av 60-talet.

Ulf Ivar Erik Sterner, född 11 februari 1941 i Nedre Ulleruds församling, nära Deje i Värmland, är en svensk före detta ishockeyspelare. Han var den förste svensk (boende i Sverige) som spelade i NHL. Sterner spelade 1958–73 sammanlagt 208 matcher (189 enligt officiella uppgifter men Sterner har själv räknat och fått sin egen siffra bekräftad av förbundet, detta enligt intervju med Sterner i P4 Extra den 23 april 2019) i Tre Kronor och deltog i det landslag som vann VM-guld 1962.

## Biografi

### Bakgrund
Ulf Sterner föddes i södra Värmland som son till en tysk mor och en svensk far och växte upp i Deje, där han tidigt började spela ishockey.

### Klubbkarriär
Sterner inledde sin A-lagskarriär redan som 13-åring, i mitten av 1950-talet i Deje IK. Därefter spelade han fem säsonger i Forshaga IF, varefter elitsatsande Västra Frölunda IF blev klubbadress åren 1961–64.
Sterner var länge känd som den förste svensk som spelat i NHL, då han säsongen 1964–65 spelade för New York Rangers. Det fanns dock en föregångare till honom, i den emigrerade Gus Forslund, som säsongen 1932–33 spelade 48 matcher för Ottawa Senators. Sterner blev dock den första i Europa upplärde ishockeyspelaren som deltog i NHL.
Nordamerikakarriären blev dock kort, delvis på grund av skillnader i spelstil, där "europén" Sterner var ovan vid tacklingar över hela rinken. Efter hemkomsten 1965 till Sverige spelade han först i Rögle BK säsongerna 1965–66 och 1966–67. Då spelade han också bandy i Örkelljunga. Parallellt med ishockeykarriären drev Sterner en Shell bensinstation i Karlstad 1967-70, samt förestod Shells nya station i Skåre 1970-72. Han var därefter inte mer i bensinbranschen men kom att äga ett antal tävlingshästar för trav.
Därefter var Sterner del av Färjestads eller Västra Frölundas elitlag fram till 1973. Säsongen 1973–74 spelade Sterner i London Lions, i den kortlivade brittiska satsningen på proffsklubbar efter NHL-mönster.
1974–77 hörde Sterner hemma i Göteborgslaget Bäcken HC, som under två säsonger var ett Division 1-lag. Sedan varvade han ner i lag i lägre divisioner, inklusive året 1978–79 i ungdomsklubben Forshaga IF.
Ulf Sterner avslutade sin ishockeykarriär 1984 genom att vinna Div. 4 Värmland med Nor IK. Att han spelade i Division 4 berodde på att han inte fick spela i högre division för att få vara med i veteranlaget "Gamla Tre Kronor". En sista match 1990 finns dock noterad, där den 49-årige Sterner hoppade in hos Division 2-laget Hammarö HC.

### Landslaget
Sterner gjorde debut i svenska landslaget 23 november 1958 när han blott var 17 år, nio månader och tolv dagar gammal. Matchen var Sverige-Finland i Södertälje, och slutade 8-2 till Sverige.  Han gjorde ett mål.
Ulf Sterner var med och spelade i Sveriges guldlag i VM i ishockey 1962 i delstaten Colorado i USA.
1971 var Sterner med och bildade fotbollsklubben Karlstad.
1972 skrev Sterner på för Färjestads BK. 2001 hängdes Sterners tröja, nummer nio, upp i taket i Löfbergs Lila Arena
Sterner spelade sammanlagt 209 A-landskamper för Sverige, varav 85 officiella landskamper.

## Eftermäle och övrigt
Ulf Sterner var framgångsrik inom svensk klubb- och landslagishockey. Han var under 1960- och början av 1970-talet återkommande landslagsman och ingick i svenska landslag som sammanlaget erövrade sju VM-medaljer och ett OS-silver. Vid sex tillfällen under 1960-talet valdes han av svenska ishockeyjournalister in till Sveriges "All Star Team" (antingen som vänsterforward eller center).
Ulf Sterner var den första i Europa upplärde europé som spelade inom NHL. Skillnaden i spelstil mellan europeisk och nordamerikansk klubbishockey var dock stor på den tiden, och Sterners ovilja att tackla gjorde att hans transatlantiska karriär endast blev ettårig. Hans svenska klubbkarriär blev mer lyckad med ett flertal framgångsrika säsonger i Rögle BK, Färjestads BK och Västra Frölunda IF.

### Släktingar inom ishockeyn
Han har en bror vid namn Owe Sterner som spelade i Rögle BK samtidigt som Ulf. Brodern gjorde många säsonger i Frölunda, bland annat tillsammans med Ulf i början av 1960-talet. Owe var med när Frölunda vann SM 1965.
Ulf Sterner har i sitt första äktenskap med Maud Sterner ett barnbarn vid namn Robin Sterner, även han ishockeyspelare.

## Meriter

### Lagmeriter
- VM-guld – 1962
- VM-silver – 1963, 1967, 1969, 1970, 1973
- VM-brons – 1971
- VM-fyra – 1961, 1966
- OS-silver – 1964
- OS-femma – 1960

### Personliga meriter
- Sveriges All Star Team – 1960/61 (vf), 1961/62 (vf), 1962/63 (c), 1965/66 (c), 1966/67 (vf), 1968/69 (c)[13]
- Bästa forward vid VM 1969.
- Invald i IIHF Hall of Fame in 2001.

vf = vänsterforward
c = center

## Statistik

### Klubbkarriär
| 1956–57    | Forshaga IF        | Div. 1         | 7  | 3  | 0   | 3   | –  | –  | –  | – | –  | –  |
| 1957–58    | Forshaga IF        | Div. 1         | 14 | 2  | 0   | 2   | –  | –  | –  | – | –  | –  |
| 1958–59    | Forshaga IF        | Div. 1         | 11 | 7  | 8   | 15  | –  | –  | –  | – | –  | –  |
| 1959–60    | Forshaga IF        | Div. 1         | 14 | 17 | 6   | 23  | 14 | –  | –  | – | –  | –  |
| 1960–61    | Forshaga IF        | Div. 1         | 13 | 14 | 8   | 22  | 2  | –  | –  | – | –  | –  |
| 1961–62    | Västra Frölunda IF | Div. 1         | 13 | 12 | 9   | 21  | 26 | 7  | 6  | 4 | 10 | 5  |
| 1962–63    | Västra Frölunda IF | Div. 1         | 14 | 14 | 6   | 20  | 6  | 7  | 7  | 4 | 11 | 0  |
| 1963–64    | Västra Frölunda IF | Div. 1         | 12 | 10 | 2   | 12  | 6  | 7  | 1  | 4 | 5  | 10 |
| 1964–65    | New York Rangers   | NHL            | 4  | 0  | 0   | 0   | 0  | –  | –  | – | –  | –  |
| 1964–65    | St. Paul Rangers   | CPHL           | 16 | 12 | 9   | 21  | 2  | –  | –  | – | –  | –  |
| 1964–65    | Baltimore Clippers | AHL            | 52 | 18 | 26  | 44  | 12 | 5  | 1  | 0 | 1  | 2  |
| 1965–66    | Rögle BK           | Div. 2         | 15 | 32 | 11  | 43  | –  | –  | –  | – | –  | –  |
| 1966–67    | Rögle BK           | Div. 1         | 19 | 4  | 11  | 15  | 11 | –  | –  | – | –  | –  |
| 1967–68    | Färjestads BK      | Div. 1         | 21 | 16 | 8   | 24  | 19 | –  | –  | – | –  | –  |
| 1968–69    | Västra Frölunda IF | Div. 1         | 19 | 19 | 20  | 39  | 10 | 7  | 5  | 7 | 12 | 2  |
| 1969–70    | Färjestads BK      | Div. 2         | 17 | 14 | 22  | 36  | –  | 5  | 3  | 4 | 7  | 2  |
| 1970–71    | Färjestads BK      | Div. 1         | 6  | 4  | 7   | 11  | 13 | 14 | 10 | 3 | 13 | 14 |
| 1971–72    | Färjestads BK      | Div. 1         | 14 | 10 | 15  | 25  | 28 | 14 | 5  | 6 | 11 | 24 |
| 1972–73    | Färjestads BK      | Div. 1         | 14 | 7  | 15  | 22  | 23 | 14 | 10 | 2 | 12 | 29 |
| 1973–74    | London Lions       | Storbritannien | 34 | 27 | 88  | 115 | 71 | 2  | 0  | 2 | 2  | 0  |
| 1974–75    | Bäcken HC          | Div. 2         | 24 | 14 | 30  | 44  | 63 | –  | –  | – | –  | –  |
| 1975–76    | Bäcken HC          | Div. 1         | 22 | 17 | 23  | 40  | 31 | –  | –  | – | –  | –  |
| 1976–77    | Bäcken HC          | Div. 1         | 24 | 14 | 24  | 38  | –  | –  | –  | – | –  | –  |
| 1977–78    | Vänersborgs HC     | Div. 2         | 15 | 17 | 16  | 33  | –  | –  | –  | – | –  | –  |
| 1989–90    | Div. 2             | 20             | 68 | 94 | 156 | 0   | –  | –  | –  | – | –  |    |
| NHL totalt | NHL totalt         | NHL totalt     | 4  | 0  | 0   | 0   | 0  | –  | –  | – | –  | –  |

### Internationellt
| År        | Lag       | Turnering | Matcher | Mål | Assist | Poäng | Utv |
| --------- | --------- | --------- | ------- | --- | ------ | ----- | --- |
| 1960      | Sverige   | OS        | 5       | 0   | 1      | 1     | 0   |
| 1961      | Sverige   | VM        | 7       | 5   | 0      | 5     | 2   |
| 1962      | Sverige   | VM        | 7       | 9   | 7      | 16    | 2   |
| 1963      | Sverige   | VM        | 7       | 7   | 2      | 9     | 2   |
| 1964      | Sverige   | OS        | 7       | 6   | 5      | 11    | 0   |
| 1966      | Sverige   | VM        | 7       | 4   | 1      | 5     | 0   |
| 1967      | Sverige   | VM        | 7       | 2   | 3      | 5     | 7   |
| 1969      | Sverige   | VM        | 10      | 5   | 9      | 14    | 8   |
| 1970      | Sverige   | VM        | 10      | 1   | 7      | 8     | 7   |
| 1971      | Sverige   | VM        | 10      | 2   | 2      | 4     | 2   |
| 1973      | Sverige   | VM        | 9       | 5   | 2      | 7     | 6   |
| OS totalt | OS totalt | OS totalt | 11      | 6   | 6      | 12    | 0   |
| VM totalt | VM totalt | VM totalt | 74      | 40  | 33     | 73    | 36  |